# Seznam nosilcev spominskega znaka Načelniki pokrajinskih štabov TO 1991
Seznam nosilcev spominskega znaka Načelniki pokrajinskih štabov TO 1991.

## Seznam
(datum podelitve - ime)
- 25. februar 1998 - Alojzij Bogataj - Rade Klisarič - Srečko Lisjak - Danilo Metul - Vojko Pavlin - Jože Prvinšek - Štefan Šemrov - Vojko Štembergar - Alojz Šteiner